# 72-я отдельная мотострелковая бригада
72-я отдельная мотострелковая бригада (72 омсбр, в/ч 13637) — тактическое соединение Сухопутных войск Российской Федерации, сформированное в 2022 году. В мае 2023 года в боях за Бахмут понесла значительные потери. Известна своим конфликтом с ЧВК «Вагнер».

## История
72-я мотострелковая бригада была сформирована весной 2022 года в Оренбургской области и в августе того же года была переброшена на территорию Украины в составе 3-го армейского корпуса. После отступления российских войск из Херсона 72-я бригада была восстановлена за счёт мобилизованных и переброшена в район Бахмута, где вместе с отрядами ЧВК «Вагнер» вела боевые действия против ВСУ.
9 мая 2023 года владелец ЧВК «Вагнер» Евгений Пригожин сообщил о том, что 72-я мотострелковая бригада сбежала со своих позиций к югу от Бахмута.
4 июня 2023 года ЧВК «Вагнер» обнародовала видео допроса командира 72-й мотострелковой бригады подполковника ВС РФ Романа Винивитина, которого «вагнеровцы» взяли в плен во время вооруженной стычки между ними и подразделением 72-й бригады. Винивитин на камеру признался в том, что приказал своим подчинённым стрелять по «вагнеровцам». Вскоре он был уволен, а 8 июня появилось видео, на котором он рассказал о том, что «вагнеровцы» его пытали. Также Винивитин обвинил «вагнеровцев» в краже военной техники и в издевательстве над военными 72-й бригады.

## Состав
- управление
- 1-й мотострелковый батальон
  - штаб батальона
  - 1-я мотострелковая рота
  - 2-я мотострелковая рота
  - 3-я мотострелковая рота
  - миномётная батарея
  - гранатомётный взвод
  - взвод связи (Р-149МА1)
  - медицинский взвод
  - взвод обеспечения
- 2-й мотострелковый батальон
- 3-й мотострелковый батальон
- танковый батальон
  - штаб
  - 1-я танковая рота
  - 2-я танковая рота
  - 3-я танковая рота
  - взвод связи (Р-149МА1)
  - медицинский взвод
  - взвод обеспечения
    - эвакуационное отделение
    - хозяйственное отделение
    - автомобильное отделение
    - отделения технического обслуживания
- 1-й гаубичный артиллерийский дивизион[8]
- 2-й гаубичный артиллерийский дивизион
- реактивный артиллерийский дивизион
  - штаб
  - 3 батареи
    - 3 взвода
    - взвод управления (батареи)

  - взвод управления (дивизиона)
    - отделение управления
    - отделение артиллерийской разведки

  - взвод обеспечения (дивизиона)
    - хозяйственное отделение
    - отделение технического обслуживания
- противотанковый артиллерийский дивизион[8]
  - 1-я батарея противотанковых управляемых ракет
  - 2-я батарея противотанковых управляемых ракет
  - взвод управления (дивизиона)
- зенитный дивизион
  - зенитная ракетно-артиллерийская батарея
  - 1-я зенитная ракетная батарея
  - 2-я зенитная ракетная батарея
  - 3-я зенитная ракетная батарея
- инженерно-сапёрный батальон
  - инженерно-сапёрная рота
    - инженерно-сапёрный взвод
    - инженерно-дорожный взвод
    - 1-й инженерно-технический взвод
    - 2-й инженерно-технический взвод
      - электротехническое отделение
      - отделение инженерных конструкций
      - инженерно-позиционное отделение
      - фильтровальная станция

  - инженерная рота (усиления мсб)
    - 1-й инженерный взвод (усиления мсб)
    - 2-й инженерный взвод (усиления мсб)
      - 1-е инженерно-сапёрное отделение
      - 2-е инженерно-сапёрное отделение
      - 3-е инженерно-сапёрное отделение
      - инженерно-техническое отделение
      - отделение разграждения

    - отделение механизированных мостов

  - понтонная рота
  - инженерный взвод (разведывательный)
- батальон связи
  - рота связи (узла связи запасного командного пункта)
    - радиорелейно-кабельный взвод (Р-419Л1, Э-351-16)
    - взвод управления (запасного командного пункта) (Э-351-16)

  - рота связи (узла связи командного пункта)
    - радиорелейно-кабельного взвод (Р-419Л1, Э-351-16)
    - взвод засекреченной связи (П-240И)
    - взвод управления (командного пункта) (Р-149АКШ-2, 83т19-10.05-01 (АПЕ-5.01), Р-441-О)

  - взвод управления (передового пункта управления) (П-240БТЗ, Р-166-0,5, Э-351БРМ2)
  - взвод связи (мобильных средств связи) (Р-166-0,5)
- батальон материального обеспечения
  - рота обеспечения
    - взвод обеспечения (подразделений боевого обеспечения)
    - хозяйственный взвод
    - мастерская (регламента)
    - склады

  - автомобильная рота (подвоза боеприпасов)
  - автомобильная рота (подвоза горючего)
  - автомобильная рота (подвоза продовольствия, вещевого и военно-технического имущества)
  - взвод управления (Р-142ТО)
- взвод управления и радиолокационной разведки (начальника противовоздушной обороны) (1Л125)
- батарея управления и артиллерийской разведки (начальника артиллерии)
  - взвод артиллерийской разведки
  - взвод звукометрической разведки
  - топогеодезический взвод
  - взвод связи (Р-149АКШ-2, Р-149МА1)
  - радиолокационная станция
- стрелковая рота (снайперов)
  - 1-й стрелковый взвод (снайперов)
  - 2-й стрелковый взвод (снайперов)
  - 3-й стрелковый взвод (снайперов)
  - мотострелковый взвод (снайперов, специальный)
- разведывательная рота
- рота радиоэлектронной борьбы (Р-330Ж, Р-330Б, РБ-332Б)
  - 1-й взвод радиопомех
  - 2-й взвод радиопомех
  - 3-й взвод радиопомех
  - 4-й взвод радиопомех
  - 5-й взвод радиопомех
- ремонтная рота
  - эвакуационный взвод
  - ремонтный взвод (автомобильной техники)
  - ремонтный взвод (специализированный)
  - ремонтный взвод (бронетанковой техники)
  - ремонтный взвод (вооружения)
- медицинская рота
  - приёмно-сортировочный взвод
  - операционно-перевязочный взвод
  - санитарно-эпидемиологический взвод
  - госпитальный взвод
  - стоматологический кабинет
  - хозяйственное отделение
- рота радиационной, химической и биологической защиты
  - взвод радиационной, химической и биологической разведки
  - взвод специальной обработки
  - взвод аэрозольного противодействия
- комендантская рота
- взвод военной полиции
- взвод беспилотных летательных аппаратов (Орлан-10)
- станция фельдъегерско-почтовой связи (П-390ПМ)
- военный оркестр[9]

## Командование
- Подполковник Винивитин, Роман Геннадиевич (до 8 июня 2023 года)